# Tapaz
Tapaz est une municipalité de la province de Cápiz, aux Philippines. En 2015, la localité compte 51 313 habitants.